# مرملة
المِرملةأو المِتربة هي أداة بشكل دواة يجعل فيها الرمل الذي كان مستعملا عند قدماء الخطاطين.
الترميل رش الرمل على الخط ليشرب فضلة الحبر منه. والتتريب نثر التراب على الخط الذي قد كتب.